# Ndokobou II
Ndokobou II ou Ndokbou II est un village du Cameroun situé dans la région du Centre et le département du Mbam-et-Inoubou. Il fait partie de la commune de Ndikiniméki.  
Ndokbou II est situé dans le Canton Inubu Sud composé de 15 villages. Il est situé à 40 km de son chef lieu Ndikinimeki. 

## Population
En 1964 le village comptait une centaine d'habitants, principalement Banen.
Lors du recensement de 2005, on y dénombrait 250 personnes.
La vaste majorité des Ndokbou vivent en ville et à l'étranger. Un recensement des Ndokbou dans le monde est en cours. 
Le premier Chef Ndokbou reconnu par l'administration était Elang Martin décédé en 1960. Son fils Lovet François lui succédera. Il sera décoré d'une médaille de la bravoure par les autorités militaires pour avoir courageusement combattu les maquisards. Ndokbou II est un des rares villages à avoir résisté aux maquisards dans le canton Inoubou Sud.  
La plupart des autres villages ont disparu. L'insécurité liée au maquis des années 50-60, a poussé les autorités civiles et militaires à regrouper les populations à Ndokbou 2, devenu centre administratif. Le chef actuel de Ndokbou est SM Lovet René. 
Le plus grand fléau au delà de l'impact négatif du maquis restera l'exode rural.    
Les principales activités à Ndokbou est la culture du cacao, la chasse, et la pêche.  